# Frans Derks

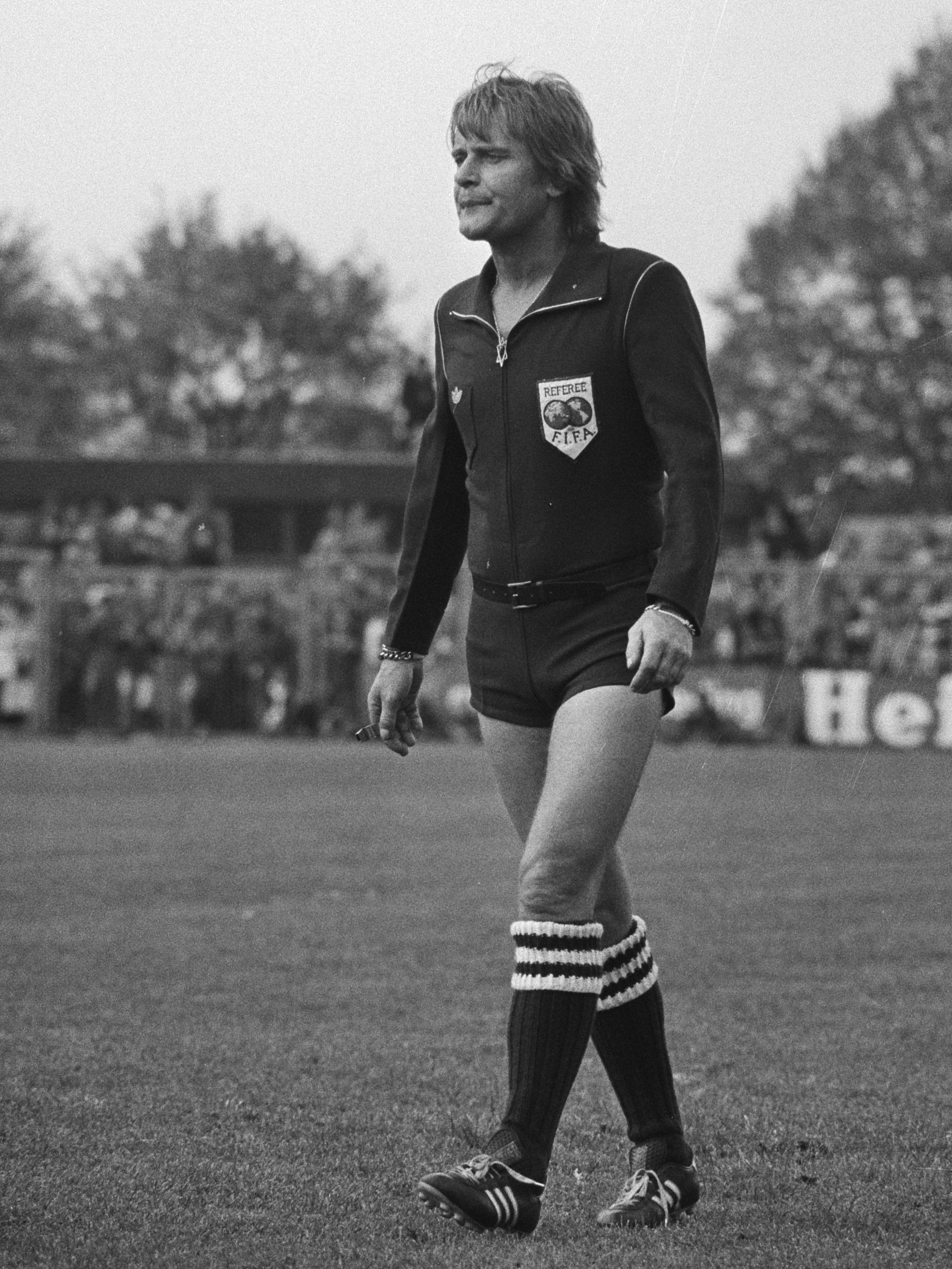
Derks in kenmerkende krappe korte broek tijdens zijn laatste wedstrijd in het betaald voetbal in 1978

Frans Derks (Vaals, 1 november 1930 – Breda, 25 september 2020) was een Nederlands voetbalscheidsrechter. Derks was van 1962 tot 1978 actief als scheidsrechter in het betaald voetbal.

## Loopbaan
Derks werd geboren in Vaals, had een katholieke vader en een joodse moeder. Hij ging naar de kostschool. Na het gymnasium ging hij werktuigbouwkunde studeren in Zürich, waarna hij terugkeerde in Nederland als afgestudeerd ingenieur. Zijn debuut als scheidsrechter in het betaalde voetbal was in de Tweede Divisie in 1962. Derks' eerste wedstrijd in de Eredivisie was die tussen Sparta Rotterdam en RKSV Sittardia op 20 mei 1967. Tijdens zijn scheidsrechterscarrière in de Eredivisie behoorde hij tot de bekendste scheidsrechters van Nederland, mede vanwege de kleine en krappe scheidsrechtersbroeken die hij droeg.
Derks was na zijn scheidsrechterscarrière tussen 1978 en 1994 voorzitter van volleybalvereniging BREVOK uit Breda en tussen 1995 en 2003 voorzitter van betaaldvoetbalclub FC Dordrecht (tot 2002 Dordrecht'90 geheten). Op 25 november 2000 werd de wedstrijd Dordrecht'90 - Emmen door arbiter Wout Schaap in de rust gestaakt, nadat hij zich in zijn kleedkamer verbaal bedreigd voelde door de binnengestormde Derks. Derks is ook voorzitter geweest van de Coöperatie Eerste Divisie.
Op 30 november 2009 werd hij benoemd tot Officier in de Orde van Oranje-Nassau vanwege zijn verdiensten voor de voetbalsport en zijn maatschappelijke inzet. Op 4 maart 2010 verscheen -bij het afscheid van Derks als voorzitter van de Coöperatie Eerste Divisie- het boek Op z'n Frans. Daarin wordt aan de hand van anekdotes stilgestaan bij zijn carrière. Derks en zijn vrouw Leen hadden geen kinderen, maar wel een grote dierenweide. Hij overleed in 2020 op 89-jarige leeftijd.

## Trivia
- Derks is eigenaar geweest van een aantal horecagelegenheden in Breda: Bistro Spanjaardsgat in de Veemarktstraat, een café op de Haagdijk en café De Zucht van Verlichting.
- Hij was ook enige tijd lid van de Raad van Elf bij een carnavalsvereniging in Breda.
- Hij schreef in 1973 samen met journalist Wil van der Smagt het boek Frans Derks ziet het anders.

## Singles
- 1973: De gele kaart
- 1973: We gaan naar München
- 1974: Wim van Hanegem & Frans Derks: Ik ben ik, jij bent jij[3]